# Окатовская (Вельский район)
Окатовская — деревня в Вельском районе Архангельской области. Входит в состав муниципального образования «Верхнеустькулойское». Имеет местное неофициальное название Кожино.

## География
Деревня расположена в южной части Архангельской области, в таёжной зоне, в пределах северной части Русской равнины, в 51 километрах на юго-восток от города Вельска, на правом берегу реки Кулой притока Ваги. Ближайшие населённые пункты: на юго-западе деревня Лысцевская.
Часовой пояс
Окатовская, как и вся Архангельская область, находится в часовой зоне МСК (московское время). Смещение применяемого времени относительно UTC составляет +3:00.

## Население
| 2002 | 2010 | 2012 | 2014 |
| ---- | ---- | ---- | ---- |
| 21   | ↘13  | ↘12  | →12  |

## История
Указана в «Списке населённых мест по сведениям 1859 года» в составе Вельского уезда(2-го стана) Вологодской губернии под номером «2617» как «Окатовская(Палкино)». Насчитывала 11 дворов, 45 жителей мужского пола и 52 женского.